# Norikiyo
Norikiyo (ノリキヨ) est un rappeur japonais né le 12 décembre 1979 à Sagamihara dans la préfecture de Kanagawa.

## Discographie

### Albums studio
- 2007: Exit
- 2008: Outlet Blues

### Singles
- 2012: Bootleg Loot